# 金澍
金澍（?—?），字雨田，回族，直隸順天府大興縣人，清朝官員。

## 生平
乾隆十年（1745年）中式三甲进士，名列榜尾。官刑部广西司额外主事。

## 家族
父金怀玮，武進士，官至雲南援剿左協副將。怀玮生八子，五人登甲科，名噪一時。金澍為長子。